# Бимбогами
Бимбогами (яп. 貧乏神, ками бедности) — в синтоизме — ками, мужское божество. Является богом, приносящий людям нищету и страдания. Он часто упоминается в японском фольклоре и многих ракуго. Обычно, он описывается, как худой, грязный старик, который держит в руках веер, и кэндаму, и носит одно сломанное гэта на ноге.